# Badabasavanahalli, Jagalur
Badabasavanahalli là một làng thuộc tehsil Jagalur, huyện Davanagere, bang Karnataka, Ấn Độ.